# Kanashimi no Beradonna
Kanashimi no Beradonna (japanska: 哀しみのベラドンナ; engelska: Belladonna of Sadness) är en animerad japansk dramafilm producerad av animationsstudion Mushi Production och distribuerad av Nippon Herald Films. Den är den tredje och sista filmen i Mushis vuxenorienterade Animerama-trilogi, efter Senya ichiya monogatari ('Tusen och en natt') från 1969 och Kureopatora ('Kleopatra') från 1970. Historien följer berättelsen om Jean, en bondkvinna som ingår ett "avtal med Djävulen" i stil med Faust efter att hon blivit utsatt för en gruppvåldtäkt av den lokala adeln på sin egen bröllopsnatt.
Filmens ursprungliga distribution var ett kommersiellt misslyckande och förorsakade filmstudions konkurs. Däremot har den med tiden utvecklats till en kultfilm. Filmen är notabel för sin erotiska, religiösa, våldsmättade och psykedeliska bildvärld, för sin behandling av teman som misogyni, feodalt förtryck, omoral, revolt och häxjakt. Den har jämförts med Jeanne d'Arc och feministisk aktivism, och en expanderad version av filmen väver in franska revolutionen i handlingen.

## Handling
Jeanne och Jean är ett nygift jordbrukarpar i en by i det medeltida Frankrike. På Jeannes bröllopsnatt utsätts hon för en brutal massvåldtäkt av den lokale baronen och hans närmaste medarbetare, med motivet att hon inte kan betala den mycket kostsamma "giftermålsskatten". Hon återvänder till Jean helt skräckslagen, och han försöker lugna ner henne genom att säga att de kan börja om på nytt. Kort efter att de omfamnats, stryper Jean dock Jeanne och lämnar henne i ett medvetslöst tillstånd. Han är förfärad och djupt skamsen och flyr ut ur deras gemensamma hem.
Samma natt börjar Jeanne se syner, där det dyker upp en ande med ett falliskt format huvud som lovar henne makt. Anden berättar att den hörde hennes rop på hjälp och att den kan växa sig så stor och mäktig som hon vill. Efter viss tvekan accepterar Jeanne offerten, varefter hon förvandlas till en mäktig häxa. Som en följd av detta växer det nygifta parets rikedomar även när byn drabbas av hungersnöd, och baronen höjer skatterna för att bekosta sina krigsinsatser. Jean, som tidigare slitit ut sig på grund av sitt hårda kroppsarbete, blir utsedd till skatteindrivare. Baronen hugger dock av Jeans hand som ett straff för att han inte kan samla in tillräckligt med pengar från byborna, något som leder till att går ner sig mentalt och missbrukar alkohol.
Anden (som nu vuxit i storlek) besöker återigen Jeanne och våldtar henne i utbyte mot ännu större rikedomar. Trots att hon överlämnar sin kropp, intygar hon att hennes själ tillhör Jean och Gud. Kort därefter tar hon ett större lån från en ockrare och inleder en verksamhet i samma bransch, vilket till slut gör henne till byns mäktigaste person. Baronen återvänder segerik från kriget, medan hans hustru i avund mot den respekt och beundran som Jeanne erhåller beskyller henne för häxeri och leder avundsjuka bybor att ta avstånd från henne. Jeanne flyr från mobben och försöker ta sig hem, men Jean är full och öppnar inte dörren och hon överfalls därför av människohopen.
Den kvällen, när soldaterna kommer för att arrestera henne, flyr hon in i den närbelägna skogen. Där ingår hon ett avtal med anden som nu avslöjar sig som Djävulen och under resten av filmen endast framträder i form av Jeanne. Hon förses med magiska krafter och återvänder till byn som nu drabbats av böldpest. Jeanne använder sina krafter för att skapa ett botemedel mot sjukdomen, och byn söker nu hennes hjälp igen. När hon återvunnit bybornas gunst, presiderar hon över orgiastiska riter i byn.
En page som blir förälskad i baronens hustru ber Jeanne att hjälpa honom att förföra henne. Hon ger honom en kärleksdryck som gör att baronens hustru accepterar hans önskningar, men baronen ertappar sin fru tillsammans med pagen och dödar dem båda. Bestört på grund av Jeannes krafter skickar han Jean för att få Jeanne till att gå med på ett möte. Jean och Jeanne återförenas, och Jeanne accepterar mötesinbjudan. I utbyte mot att dela med sig av receptet på den undergörande drycken erbjuder baronen Jeanne att få bli den näst högsta adelspersonen i landet. Jeanne tackar dock nej till erbjudandet, eftersom hon säger sig vilja ta över hela världen. 
Baronen förargas över Jeannes vägran att gå med på hans förslag och beordrar att låta bränna Jeanne på bål. Jean dödas av baronens soldater när han försöker hämnas, vilket förargar byborna. Medan Jeanne brinner på bålet, antar de kvinnliga bybornas ansikten Jeannes utseende. Detta besannar en prästs varning om att en häxa som bränns när hennes stolthet är intakt kommer att leda till att hennes själ överlever och därefter påverkar alla omkring henne. Flera sekel senare leder influensen från Jeannes ande till franska revolutionen.

## Röstskådespelare
- Aiko Nagayama som "Jeanne"
- Katsutaka Ito som "Jean"
- Tatsuya Nakadai som "Djävulen"
- Masaya Takahashi som "Baronen"
- Shigako Shimegi som baronens hustru
- Masakane Yonekura som "katolsk präst"
- Chinatsu Nakayama som berättaren

## Produktion och distribution
Kanashimi no Beradonna är regisserad och med manus av Eiichi Yamamoto, inspirerad av Jules Michelets bok La Sorcière från 1862. Den är den enda av de tre Animerama-filmerna som saknar manus- eller regibidrag från Osamu Tezuka. Beradonna har också en mörkare och mer allvarlig berättarton än de två andra, mer humoristiskt producerade filmerna, och den har en experimentell ton som är tydligt olika filmproduktioner på stora bolag. Filmen saknar också dialog under stora delar av berättelsen.
Enligt Jason Demarco (Paste) och andra recensenter består filmen mestadels av målade stillbilder som blir föremål för panoreringar, "med enstaka expressiva utbrott av färg och rörelse här och var". Jasper Sharp (Midnight Eye) har noterat att filmens bildvärld, formsatt av illustratören Kuni Fukai, påminner om modernistiska eller jugend-relaterade bildkonstnärer som Gustav Klimt, Aubrey Beardsley, Odilon Redon, Alphonse Mucha, Egon Schiele och Félicien Rops. Den visuella stilen kan även jämföras med franska serieskapare som Jean-Claude Forest och Guy Pellaert, vilka var del av 1960-talets framväxt av vuxenserien som uttrycksform. De långa, knappt animerade sekvenserna har jämförts med Gerald Scarfes animation till filmen The Wall. Filmproduktionen, där Gensaburō Sugii (senare känd för Ginga tetsudō no yoru) fungerade som animationsledare, utfördes mellan 1967 och 1973.
Filmen var ett kommersiellt misslyckande och bidrog till att Mushi Production gick bankrutt i slutet av 1973. Filmen presenterades vid den 23:e filmfestivalen i Berlin, där Kanashimi no Beradonna 27 juni 1973 fick sin världspremiär. En vecka senare gick den upp på bio i Japan. Dessutom visades filmen under 1970-talet på bio i några olika europeiska länder, inklusive Belgien och Frankrike (1975), Portugal (1976) och Spanien (1977). Hösten 1978 presenterades den på bioduk i Mexico City.
På senare år har filmen synts på olika internationella filmfestivaler (Locarno 2009, L'Étrange-festivalen i Frankrike 2013…). 2009 presenterades en restaurerad version av filmen, och 2015 hade en ytterligare en restaurering – denna gång digitalt och i hög upplösning – premiär.
Denna nya version har därefter släppts på DVD, Bluray och via strömmande betaltjänster, samt synts på filmfestivaler i bland annat USA, Tyskland, Storbritannien och Japan. 2016 presenterade Hat & Beard Press en ackompanjerande bok med illustrationer, delar av manuset, filmklipp och intervjuer med produktionsmedarbetarna.

Målningen Friheten på barrikaderna (Eugène Delacroix, 1830) presenteras i slutet av filmen.

På grund av filmens obskyra karaktär har olika källor listat dess längd som allt mellan 86 och 93 minuter. Distributionsbolaget Cinelicious Pics förklarade i maj 2016 att detta berodde på att den ursprungliga filmen 1979 klipptes ner med cirka åtta minuter inför en misslyckad nypremiär i Japan, där även ett kort slut med Eugène Delacroix' målning Friheten på barrikaderna ingår. Den restaurerade versionen från 2015 är baserad på kompletteringar av bortklippta avsnitt från den enda kända 35-millimeterskopian av den ursprungliga filmen, förvarad på Cinematek i Belgien.
Filmtitelns Belladonna kan dels syfta på italienskans ord för 'vacker kvinna', dels på belladonna. Den sistnämnda växten antas historiskt ha använts i olika häxritualer på grund av sina hallucinogena egenskaper.

## Mottagande
Kanashimi no Beradonna håller en 90-procentig godkännandenivå på recensionsaggregatorn Rotten Tomatoes, baserat på 42 recensioner och med ett snittbetyg på 7,3/10. Konsensus på sajten lyder "Belladonna of Sadness har mer än nog av briljant visuell konstnärlighet för att fängsla dess publik, även om filmens berättelsemässiga ambition går något utöver dess förståelse av historien". På sajten Metacritic noteras filmen som 70/100, baserat på tolv recensioner och en allmän bedömning som "generellt positiva recensioner".
2016 recenserade Charles Solomon filmen för Los Angeles Times. I sin recension betraktade han filmen som daterad, utifrån dagens standard, och han menade att den "43 år senare ser exploaterande och misogyn ut". Andra recensenter har kallat filmen "en bisarrt poetisk bearbetning" och "i 1970-talsfilmens utkant". I brittiska filminstitutets presentation av filmen har den beskrivits som en "psykedelisk akvarelltripp som är lika spöklik som tragisk".
På sajten 366 Weird Movies omnämnts som en kombination av "tecknade kortfilmer på TV en lördagsmorgon", högstatusmässig bildkonst, hentai och LSD-trippar. Där jämförs filmen även den fransk-tjeckoslovakiska samproduktionen Den vilda planeten (även den från 1973). På 366 Weird Movies och andra ställen noteras filmens feministiska ambition, som en grafisk uppvisning av övergrepp på kvinnor genom historien (inklusive påminnande om Jeanne d'Arcs öde), samtidigt som mängden sexuellt våld gjort den svårsmält för biobesökare. Det explicita våldet tidigt i filmen har påmint recensenter om tidiga, chockartade scener i filmer som Den andalusiska hunden och Blue Velvet, samtidigt som filmen innehåller pastischer till den samtida filmen Gul gul gul är vår undervattningsbåt.
Andra bedömare har beskrivit filmen som en psykosexuell skräckfilm (alternativt psykosexuell resa in i en kvinnas förtvivlade inre) eller som exempel på 1970-talets "sexploateringsfilm". Detta var en tid då olika sorters experiment gjordes inom pornografisk film (då nyligen legaliserat i många länder). Filmen har ett framträdande musikspår av Masahiko Satō som lett till att filmen efterliknats vid en psykedelisk rockopera. Kanashimi no Beradonna producerades under en tid av feministiskt uppvaknande, mitt under den andra vågens feminism. Flmen har setts som en på samma gång psykedelisk, erotisk och femininistisk uppvisning, där den kvinnliga sexualiteten på något sätt kan innehålla stark och förändrande kraft.